# Frank Burns
Major Franklin Delano Marion Burns je jedna z hlavních postav ve filmu M*A*S*H (hrán Robertem Duvallem) a v prvních pěti sériích stejnojmenného seriálu (hrán Larrym Linvillem). Poprvé se objevil v románu MASH: A Novel About Three Army Doctors, kde měl však hodnost kapitána. Je posměšně nazýván Kuní ksicht.

## Charakter

### Román
V románu je Burns dobře zajištěný doktor, který sice navštěvoval lékařskou školu, avšak praxi udělal u svého otce ve Fort Wayne v Indianě. Přesto si zachovává opovržlivý postoj vůči svým lépe vyškoleným kolegům a obviňuje ostatní ze svých vlastních selhání. Nespravedlivě obviňuje nováčka z toho, že zabil jednoho z jeho pacientů a druhého málem zabil, což mu zajistí neustálé slovní útoky od vévody a Trappera. Jeho lékařská nekompetentnost způsobí, že plukovník Henry Blake jmenuje hlavním chirurgem Johna „Trappera“ McIntyra místo něj. Poté, co se obyvatelé bažiny dozví o jeho poměru s Margaret Houlihanovou, začnou se mu vysmívat a tím jej Hawkeye Pierce vyprovokuje k útoku přesně ve chvíli, kdy do stanu vstoupí Henry Blake. Následující den je Burns pod sedativy natrvalo poslán do psychiatrické léčebny.

### Film
Ve filmu a seriálu má Burns hodnost majora. Charakter filmového Burnse zahrnuje spoustu elementů z románu, je vykreslován jako nábožensky založený muž, který se modlí za spásu všech duší.

### Seriál
V seriálu je Burns vykreslen jako milovník vojenské disciplíny a považuje se za skvělého chirurga, ačkoliv jeho výsledky mluví o opaku, díky čemuž se stává častým terčem vtipů Hawkeyeho Pierce, Trappera, Hunnicutta, ale i plukovníků. Často však dělá fatální chyby, které mohou zavinit smrt pacientů. Co se týče vojenské hodnosti, je Burns druhý „nejdůležitější“ muž v jednotce, díky čemuž se dostává do sporů s Hawkeyem, který je jmenován Henrym Blakem hlavním chirurgem.
Burns touží po velení jednotky MASH 4077, což ho vede k nečestným věcem (stížnosti na Henryho Blakea). To se mu však nepodaří a vždy se stává velitelem pouze, když plukovník odjede. Během jeho vedení se snaží udělat z MASH vojenskou jednotku s pevným vojenským řádem, to se však setkává s nepochopením zejména ze strany obyvatel bažiny. Na začátku 4. série se na stává dočasným velitelem po smrti plukovníka Henryho Blakea, avšak v epizodě „4×03 Změna velení“ je nahrazen plukovníkem Potterem.
Burns je prezentován jako sobecký, sebestředný a příležitostně dětinský. Má obrovskou nenávist ke Korejcům, věří totiž, že jsou všichni tajní komunističtí agenti. Vede to často k tomu, že je odmítá ošetřit. Taktéž je otevřeně rasistický vůči indiánům, což plukovník Potter zarazí tím, že mu řekne, že je zčásti z kmene Cherokee. Přes svůj vztah s Margaret O´Houlihanovou není schopen se rozvést, neboť všechny jeho peníze a dům by připadly jeho ženě. V epizodě „1×20 Major Fred C. Dobss“ se chce nechat převelet do jiné polní nemocnice, avšak je naveden Hawkeyem, že je poblíž tábora zlato a díky tomu zůstane.
Je dvojitým držitelem řádu Purpurového srdce získaného v „boji“. Jedno získal za uklouznutí ve sprše a druhé za úlomek skořápky v oku. Obě vyznamenání mu sebral Hawkeye a předal jiným lidem: nezletilému mariňákovi a korejské matce, kterou postřelili těsně před porodem. Typickým příkladem jeho dětinství je situace, kdy je zbaven vedení kvůli příjezdu plukovníka Pottera. Burns se naštve, sbalí se a uteče pryč, avšak chlad, hlad a únava ho přivede zpět do tábora.
Jeho jedinou přítelkyní je major Margaret Houlihanová, se kterou má také poměr. Věří tomu, že jejich vztah je tajný, avšak je to veřejně známá informace v celém MASH. Oba dva sdílejí nenávist vůči „nemilitantním“ doktorům a spřádají různé nefunkční plány. Jeho žena se o jeho poměru dozví a vyhrožuje mu rozvodem, přičemž Frank Burns do telefonu označí Houlihanovou za „starého válečného koně“ a „armádní mulu s prsama“. V tu dobu se Houlihanová seznámí v Tokyu s Donaldem Penobscottem. V důsledku Margaretina zasnoubení začne Burns vyšilovat – vypije většinu Hawkeyeho alkoholu, vyhraje v pokeru 200 $ a začne flirtovat se dvěma dalšími sestrami.
Ve finále páté série nazvaném „Svatba Margaret Houlihanové“ vidíme postavu Franka Burnse naposledy. V dvojdíle „Výměna stráží“ je oznámeno, že odjel na týden do Soulu. V průběhu dílu se dozvídáme, že se v Soulu téměř zbláznil – v lázních „napadne“ zaměstnankyni Červeného kříže a generála americké armády, když si je splete s Houlihanovou s Penobscottem. Je převelen do států z důvodu psychického zhroucení, což v MASH 4077 oslavují. Později zavolá a sdělí Hawkeyemu, že se stal podplukovníkem a pracuje ve veteránské nemocnici ve svém domovském městě. Další informace o postavě nejsou známy. V MASH 4077 je nahrazen Charlesem Emmersonem Winchesterem III.
Jeho odchod ze seriálu pramenil z Linvilleovy frustrace s postavou Franka Burnse, která podle jeho názoru nenabízela další příležitosti k rozvoji.